# Orecchiette

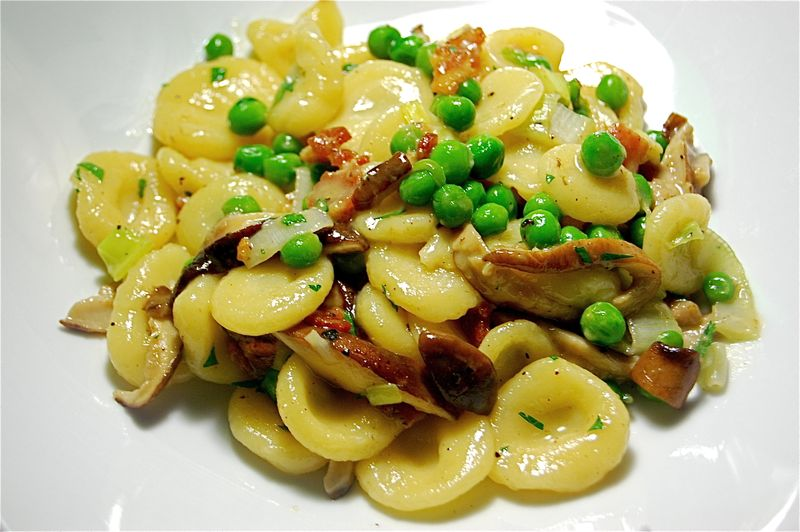
Plato de Orecchiette donde se puede apreciar su forma típica, con el centro adelgazado.

Las orecchiette (en italiano ‘orejitas’) son un tipo de pasta originarias de Apulia cuya forma recuerda a la de una oreja. En la región de Taranto siguen llamándose con el sinónimo de chiancarelle. Cada orecchietta tiene unos 2 cm de tamaño, el aspecto de una pequeña cúpula blanca más fina por el centro que los bordes, y una superficie rugosa.
Una versión diferente no abovedada se denomina strascinate. Como la mayoría de la pasta comercializada a gran escala, todas las versiones de orecchiette se elaboran únicamente con harina de trigo, agua y sal.
La receta regional típica combina orecchiette con cime di rapa (grelos). El libro de recetas italiano clásico Il cucchiaio d'argento sugiere que las orecchiette son ideales para las salsas de verdura.

## Origen
Las orecchiette proceden de la región de Apulia, en Italia, donde un tipo parecido de pasta se ha elaborado desde la Edad Media. Este tipo de pasta tiene forma de disco con un centro hueco, normalmente logrado apretando con el pulgar el centro del disco de masa. Esta forma concreta facilita el proceso de secado de la pasta, de forma que pueda almacenarse para épocas de escasez. Los barcos que partían para viajes largos solían llevar grandes cantidades de esta pasta. Se dice que en el siglo XIII, o sea en la época en la que el Reino de Nápoles se encontraba gobernado por la dinastía de Anjou, las orecchiette se difundieron desde la ciudad de Bari a toda la región de Apulia y a la cercana Basilicata.

## Versión china

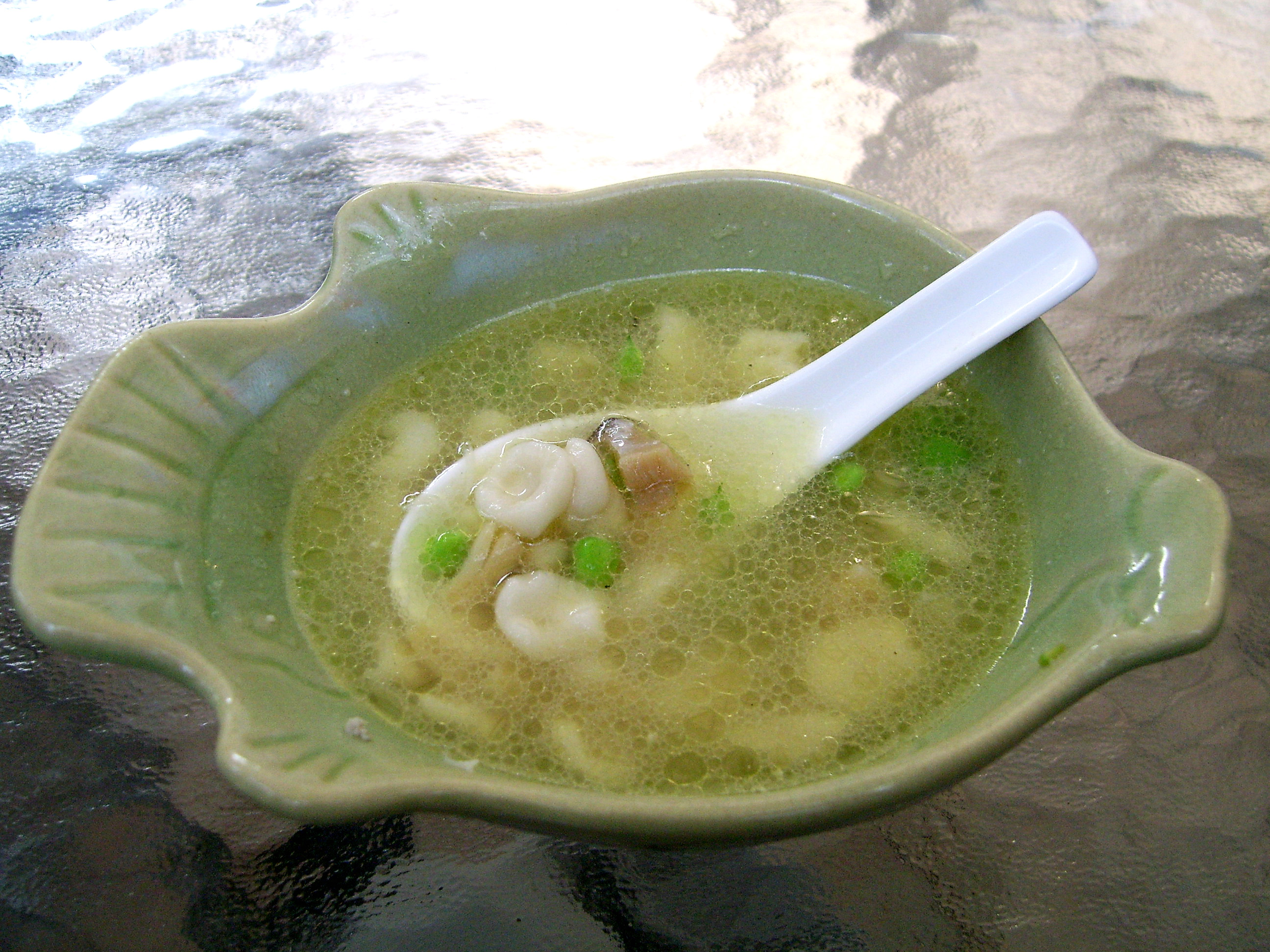
Un cuenco de sopa de maoerduo al estilo de Hangzhou.

En la gastronomía de China hay un tipo de fideo llamado maoerduo (en chino simplificado, 猫耳朵; literalmente, ‘orejas de gatos’) igual a las orecchiette. Los maoerduo pueden hacerse al vapor y servirse con salsa, o cocinarse como una sopa de fideos.